# ماریو آرتیستیکو
ماریو آرتیستیکو (انگلیسی: Mario Artistico؛ زادهٔ ۳ آوریل ۱۹۸۵) بازیکن فوتبال اهل ایتالیا است.
از باشگاه‌هایی که در آن بازی کرده‌است می‌توان به باشگاه فوتبال فروزینونه، باشگاه فوتبال ویرتوس لانچانو، باشگاه فوتبال اودینزه، باشگاه فوتبال پیستویزه، باشگاه فوتبال دلفینو پسکارا، باشگاه فوتبال یووه استابیا، و باشگاه فوتبال ترنانا اشاره کرد.